# علم داء السكري
علم داء السكري هو تخصص من التخصصات الطبية التي تعنى بمرض السكري وعلاجه.

## الديابيتولوجيا كمهنة طبيب
مهنة طبيب متخصص في مرض السكري هي مهنة جديدة إلى حد ما، ففي ألمانيا على سبيل المثال تم استحداث هذه المهنة عام 2003.

## تاريخ استحداث المنصب
بداية كان هذا التخصص تابعاً لتخصص طب الباطنة ولكن مع ازدياد عدد المرضى رأى الأطباء ضرورة الاعتراف بهذا التخصص كتخصص منفرد.

## أنواع مرض السكري
هناك السكري نوع 1 ونوع 2 كمان أن هناك سكري الحمل وسكري آخر متعدد الأسباب ممكن أن ينتج عن اختلال هرموني أو بسبب الضغط النفسي أو لمرض في البنكرياس.

## تعداد مرضى السكري في العالم
في عام 1994 كان هناك 110 مليون حالة مسجلة، في عام 2010 وصل هذا العدد إلى 285 مليون.